# Франсиско, Питер
Франсиско, Питер (англ. Peter Francisco, 1760 (?) — 16 января 1831, Ричмонд, Виргиния, США) — американский патриот, участник войны за независимость.
Питер Франсиско известен в Америке как «гигант революции» или «армия из одного человека». Судьба его довольно оригинальна.
Согласно общеизвестной биографии, в возрасте шести лет он был похищен из португальской семьи, жившей тогда на азорском острове Терсейра. Похитители бросили ребёнка летом 1765 года на пристани виргинского городка Сити-Пойнт (Хоупвел). Вскоре Питера взял на воспитание местный судья Винстон, дядя известного героя революции, Патрика Генри.

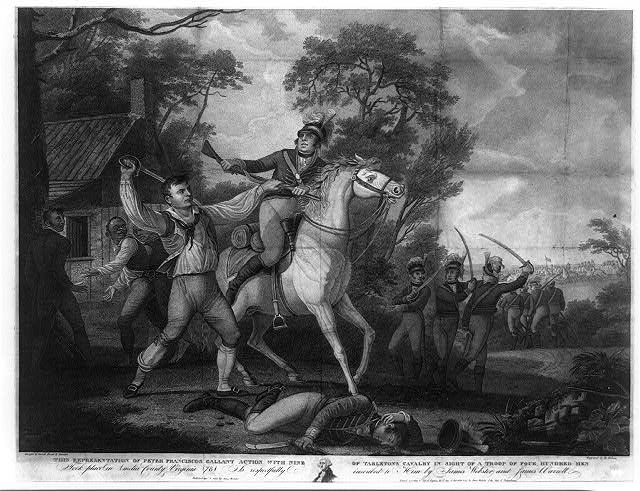
Питер Франсиско сражается с британским кавалеристом Тарлетона, Виргиния, июль 1781 г. (гравюра 1814 г.)

К 17 годам Питер вырос в огромного, ростом выше 185 см и весом больше 120 кг мужчину. Под влиянием поднимавшейся волны патриотизма в 1776 году он записался в 10-й Вирджинский пехотный полк. Питер участвовал в сражении при Брендивайне в сентябре 1777 года, в сражении при Джермантауне в октябре, и в перестрелках на реке Дэлавер, где был ранен. Он был отправлен в госпиталь в зимнем лагере Велли-Фордж, где оказался соседом по койке маркиза Лафайета, раненного в тех же боях. Их дружба продлилась многие годы. 28 июня 1778 года Франсиско участвовал в сражении при Монмуте, и получил ранение в ногу. Но не смог полностью восстановиться, хотя и участвовал потом в сражениях.
Существует значительное количество рассказов о подвигах, проявленных Питером как в военной, так и в мирной жизни. После войны Питер Франсиско стал фермером, а в 1825 г. он был назначен парламентским приставом законодатенсиско скончался 16 января 1831 года и был похоронен на кладбище Шоко в Ричмонде. Штат Виргиния провозгласил 15 марта, годовщину сражения при Гилфорд-Кортхаузе, где Питер особенно отличился, официальным днём Питера Франсиско. В этот день его потомки приходят на кладбище, чтобы возложить венок на его могилу.